# Trevon Bluiett
Trevon Nykee Bluiett (Indianapolis, 5 novembre 1994) è un cestista statunitense.

## Palmarès
- Alpe Adria Cup: 1

Dąbrowa Górnicza: 2022-2023